# Homovriendelijk

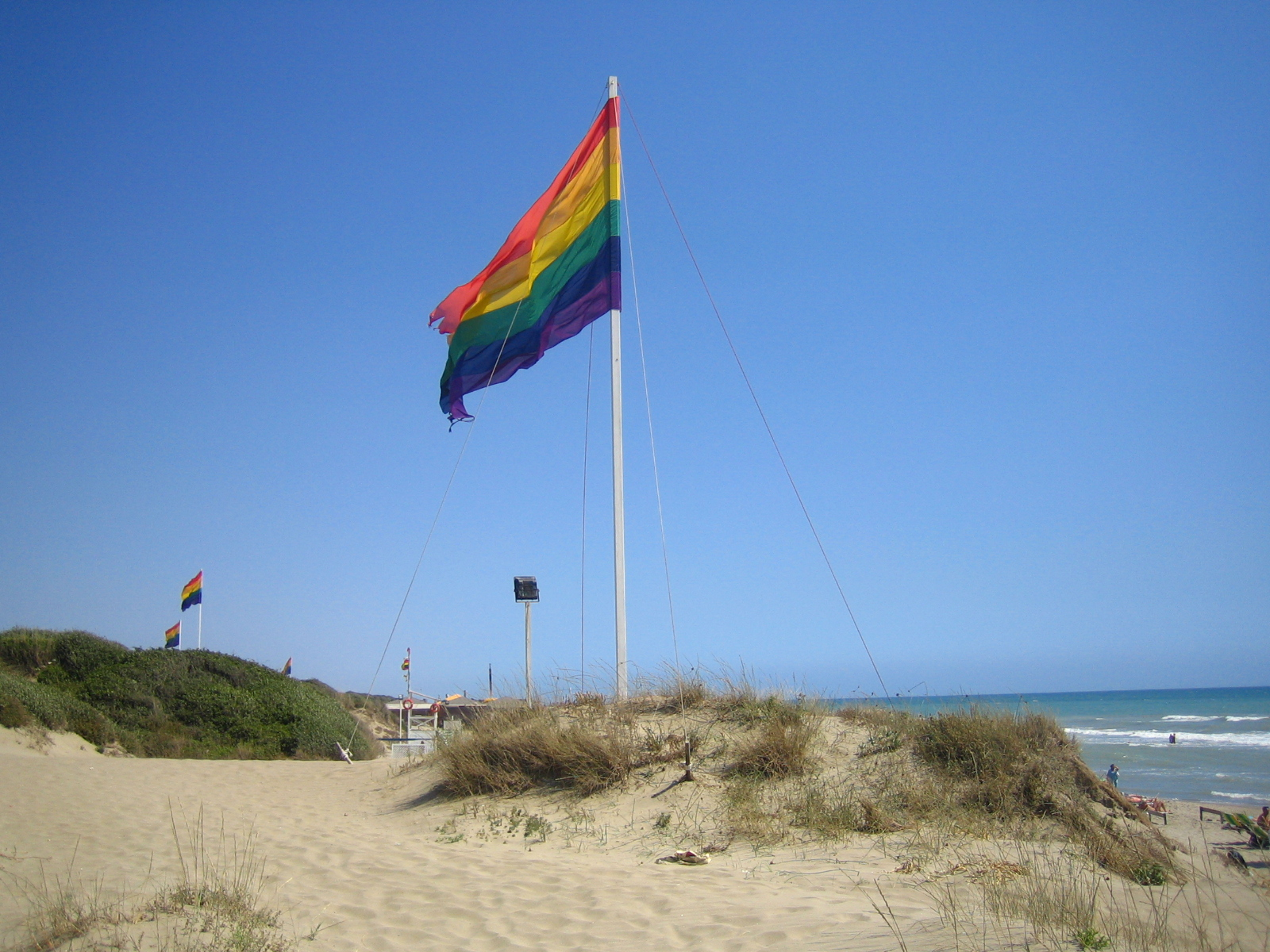
homovriendelijk strand

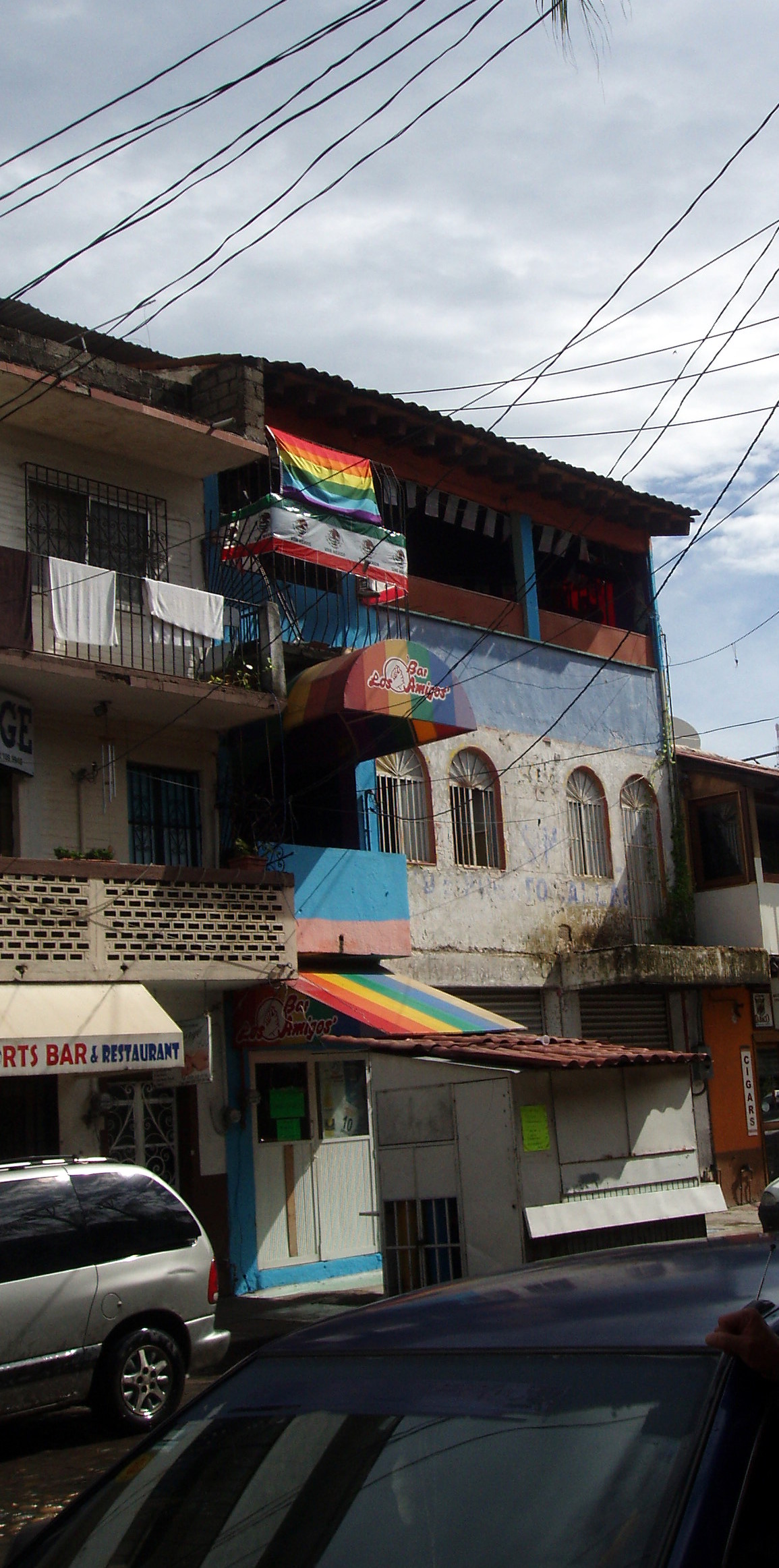
Homobar in Puerto Vallarta

Homovriendelijk verwijst naar plaatsen, beleid, mensen of instituties die open staan voor iedereen uit de lhbt-gemeenschap. Ander kenmerk is de respectvolle onbevooroordeelde houding waarin iedereen gelijk wordt behandeld en ondersteund. De term ontstond in de twintigste eeuw en is het gevolg van het invoeren van homorechten, beleid gericht op gelijke behandeling op school en werk en het erkennen van de lhbt-gemeenschap als specifieke consumentengroep.
Indien een bedrijf, een land of een persoon zich afschildert als liberaal, modern en tolerant door zich homovriendelijk te gedragen, met de intentie daarmee bepaalde misstanden te verhullen, spreekt men van pinkwashing. 

## Homovriendelijke plaatsen
Verschillende plaatsen worden beschouwd als homovriendelijk, waaronder San Francisco, Seattle, Tel Aviv, New York, Sydney, Rio de Janeiro, Melbourne, Parijs, Puerto Vallarta, Chicago, Brighton, Amsterdam, Buenos Aires, Montería, Londen, Kopenhagen, Berlijn en Mykonos. Als uiting van het homovriendelijke karakter is er in deze steden doorgaans openlijke homohoreca en worden er evenementen zoals Gay Pride parades en circuit parties gehouden.
De Spartacus International Gay Guide brengt regelmatig de Gay Travel Index uit, een lijst met homovriendelijke landen. Landen krijgen op basis van criteria punten toegekend, zoals wetgeving om discriminatie tegen te gaan, homohuwelijk en lhbt-marketing. Het bestaan van antihomowetten, vervolging en doodstraffen voor homoseksualiteit leiden tot puntenaftrek. In de versie van mei 2016 staan de meeste West-Europese landen in de top 10 van de lijst (Zweden, Groot-Brittannië, België, Nederland, Frankrijk (inclusief Réunion), Denemarken en IJsland). Het slechtst scoren de landen Verenigde Arabische Emiraten, Iran en Somalië.
De organisatie ILGA Europe indexeert uitsluitend Europese landen op een schaal van 0% (grove schendingen van mensenrechten, discriminatie) tot 100% (respect voor mensenrechten, volledige gelijkheid). Landen worden beoordeeld op basis van wetgeving en overheidsbeleid die sterk van invloed zijn op de rechten van mensen uit de lhbt-gemeenschap, zoals gelijkheid op het gebied van genderidentiteit en maatregelen om mensen te beschermen tegen discriminatie of geweld. Op deze lijst van 49 landen werden in 2016 Malta, België en Groot-Brittannië gezien als meest homovriendelijke landen. Armenië, Rusland en Azerbeidzjan scoren op deze lijst het slechtst.

## Homovriendelijke organisaties
Veel bedrijven profileren zich als homovriendelijk. In de Verenigde Staten brengt de Human Rights Campaign een lijst uit met bedrijven waarin een homovriendelijke werkklimaat bestaat. Bedrijven als Dell en The Coca-Cola Company worden door deze organisatie gezien als homovriendelijk. Een uiting hiervan zijn de lgbt-netwerken die vanaf 2006 bij een reeks multinationals werden opgericht. Deze verenigden zich in 2008 in het Company Pride Platform (CPP), dat met ingang van 2012 werd omgedoopt tot Workplace Pride.
In Nederland werd door het ministerie van economische zaken onderzocht wat de voordelen zijn van een homovriendelijk werkklimaat. Als voordelen worden genoemd het verminderen van minderheidsstress, het behouden en aantrekken van personeel en het vergroten van de afzetmarkt. Ook kan een homovriendelijk beleid onbedoelde neveneffecten hebben, zoals stigmatisering en het oproepen van weerstand bij niet-lhbt-medewerkers.
Verschillende bedrijven bieden niche producten en services specifiek voor homoseksuele klanten. Sommige reisorganisaties bieden reizen aan naar homovriendelijke reisbestemmingen. Studies hebben aangetoond dat mensen uit de lhbt-gemeenschap geneigd zijn te kiezen voor homovriendelijke producten, ook al is de prijs hiervan hoger.
In Nijmegen (Nederland) zijn in samenwerking met de gemeente aanbevelingen opgesteld voor een homovriendelijk sportklimaat.